# Буховичи (Брестская область)
Бухо́вичи (бел. Буховічы, полес. Бухо́вічэ) — агрогородок в Кобринском районе Брестской области Белоруссии. Входит в состав Буховичского сельсовета.
По данным на 1 января 2016 года население составило 413 человека в 147 домохозяйствах.
В агрогородке расположены почтовое отделение, средняя школа, ясли-сад, Дом культуры и магазин .

## География
Агрогородок расположен в 12 км к северо-востоку от города и станции Кобрин, в 58 км к востоку от Бреста, на автодороге Р2 Кобрин-Ивацевичи и у шоссе М1 Брест-Минск.
На 2012 год площадь населённого пункта составила 1,69 км² (169 га).

## История
Населённый пункт известен с XVI века как деревня и имение. В разное время население составляло:
- 1999 год: 127 хозяйств, 372 человека;
- 2005 год: 139 хозяйств, 378 человек;
- 2009 год: 383 человека;
- 2016 год[2]: 147 хозяйств, 413 человека;
- 2019 год[1]: 405 человек.

## Культура
- Музей ГУО "Буховичская средняя школа"

## Достопримечательность
- Покровская церковь, построенная в 1676 году как костёл ордена доминиканцев, — памятник архитектуры барокко.  Историко-культурная ценность Республики Беларусь, шифр 112Г000413
- Здание паровой мельницы начала XX века.

## Галерея

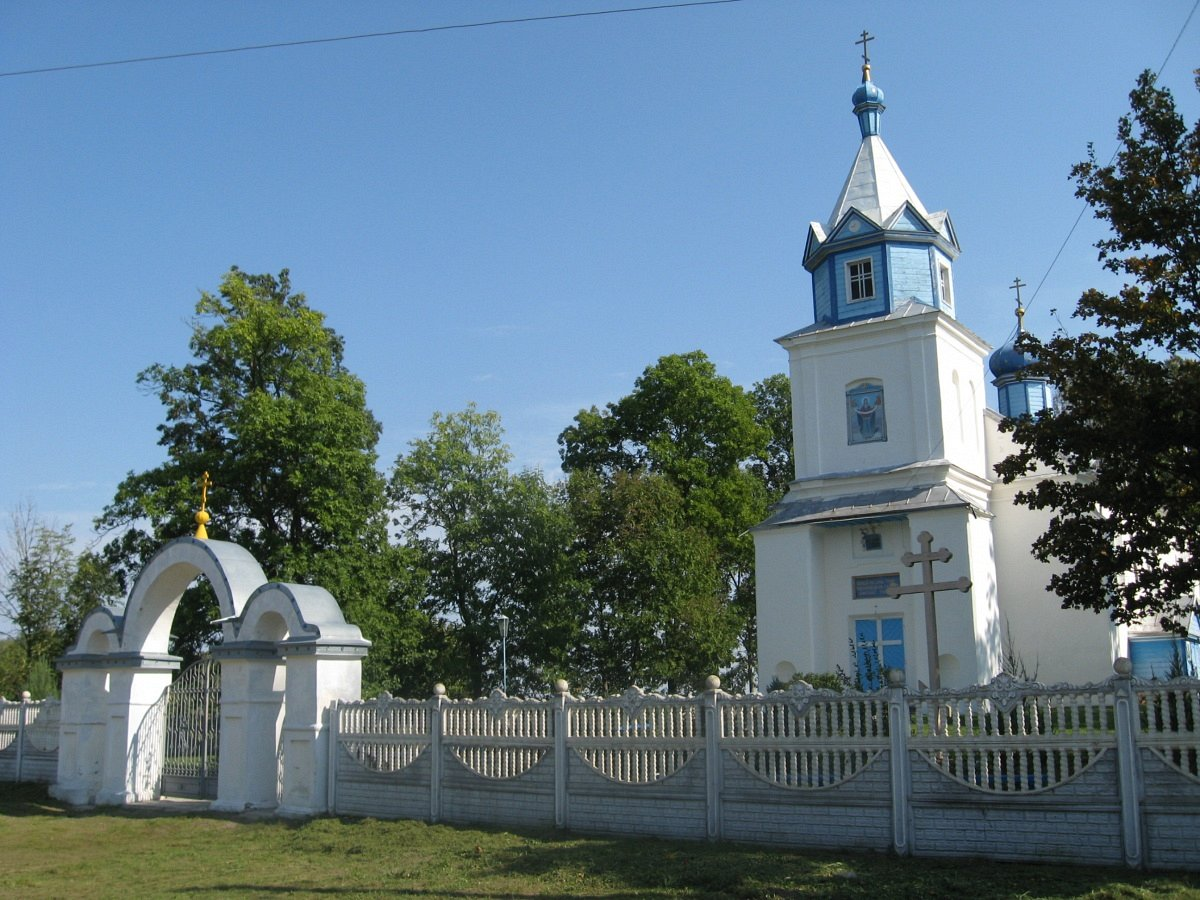
Покровская церковь
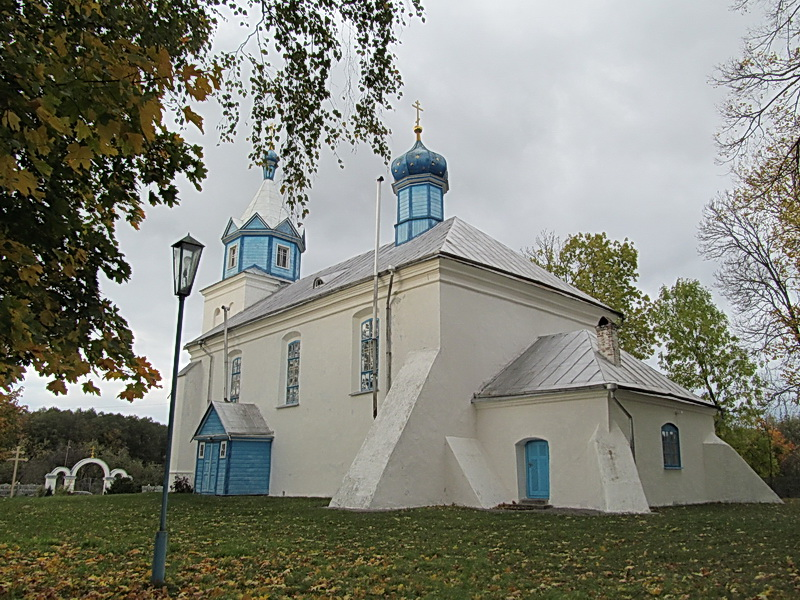
Покровская церковь
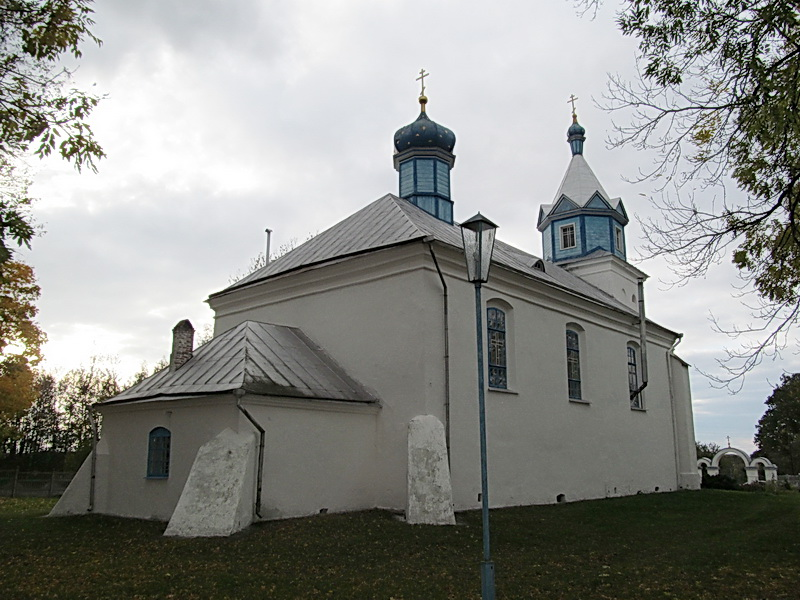
Покровская церковь
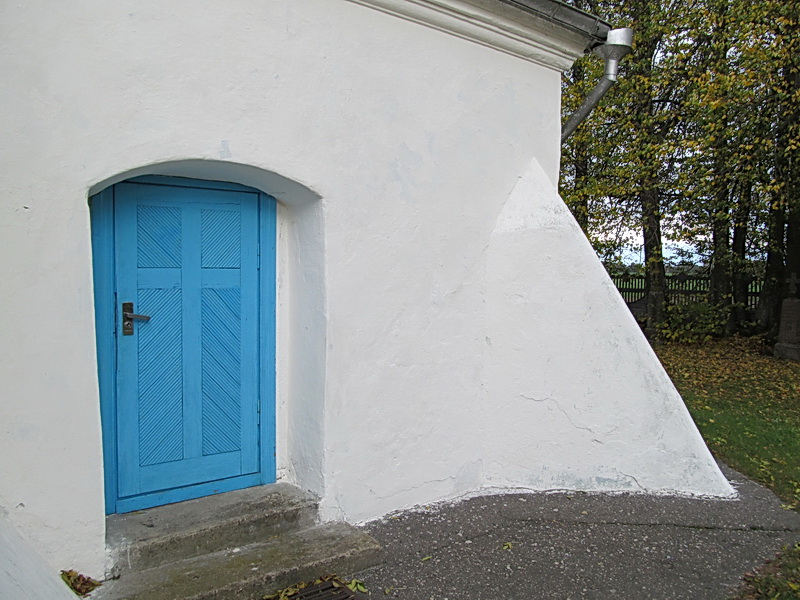
Покровская церковь
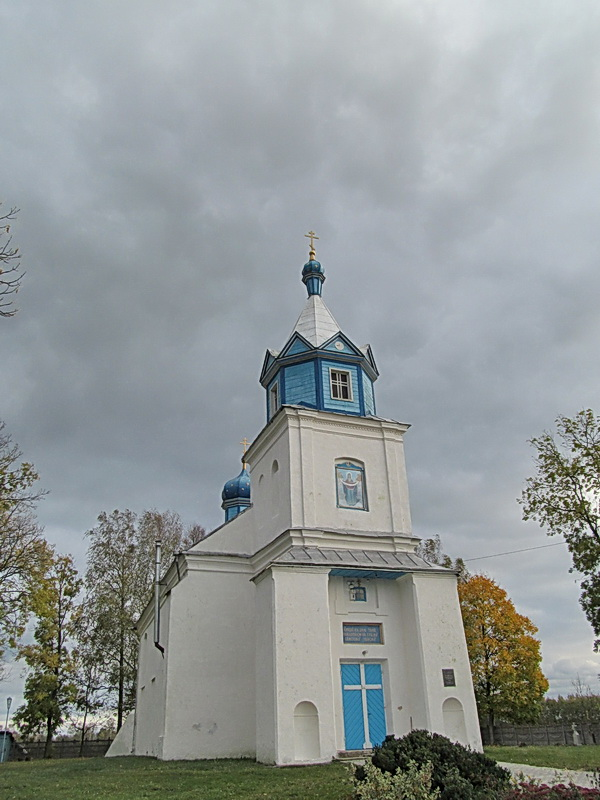
Покровская церковь
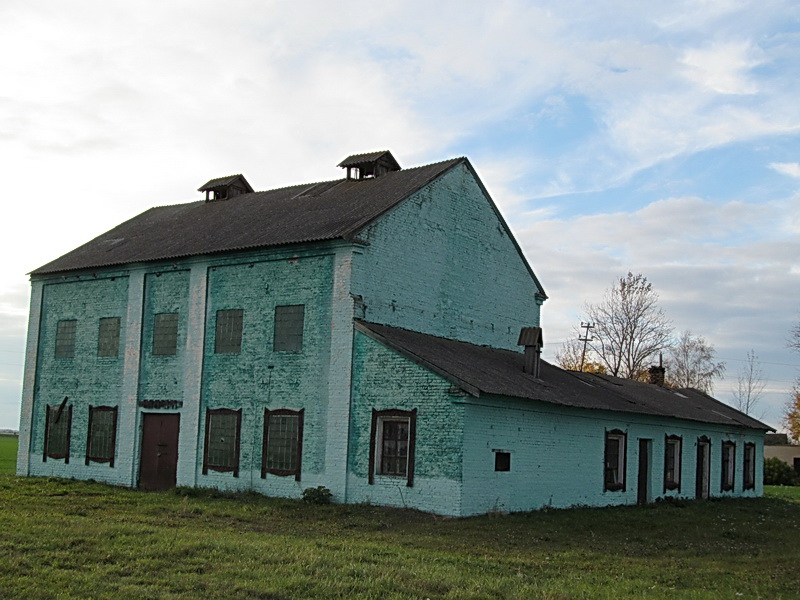
Хозяйственная постройка
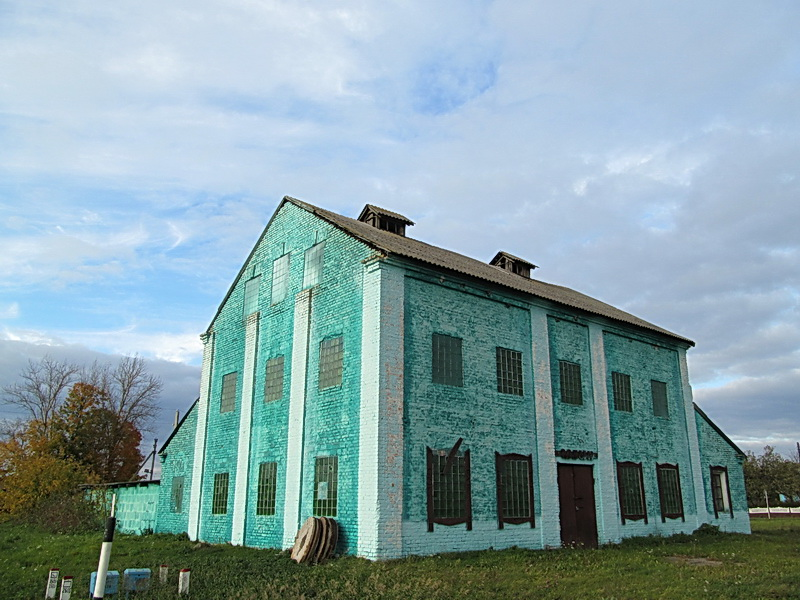
Хозяйственная постройка
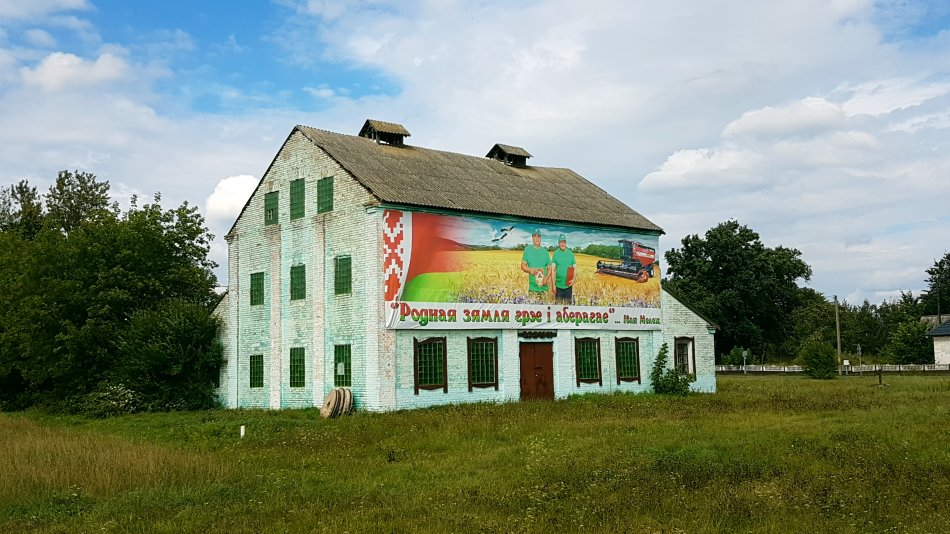
Бывшее здание паровой мельницы